# Заимоглу, Феридун
Феридун Заимоглу (нем. Feridun Zaimoğlu, 4 декабря 1964, Болу, Турция) — немецкий поэт и прозаик, журналист, художник, выходец из Турции.

## Биография
В 1965 году был привезен родителями в Германию. Учился медицине и изобразительному искусству. До 1985 года жил в Берлине и Мюнхене, затем и по нынешний день — в Киле. В 2003 был приглашенным поэтом на острове Зильт, в 2004 преподавал в Свободном университете Берлина.

## Творчество
Дебютировал в 1995 году книгой стихов «Канак Шпрак» (нем. Kanak Sprak, на социолекте турок Германии — «язык чужака»). Выражает в поэзии мироощущение второго и третьего поколения иммигрантов в Европе, в этом духе выполнил новый перевод «Отелло» Шекспира (2003). Как журналист сотрудничает с крупнейшими газетами Германии (Цайт, Вельт, Der Tagesspiegel). В 2005 в Кунстхалле Вены была представлена его инсталляция «КанакАттак — третья осада Вены турками». В романе «Лейла» изложение ведется от лица героини, тогда как раньше Заимоглу в своих стихах и прозе подчеркивал и делал проблемой мужской взгляд на окружающую жизнь.

## Произведения
- Kanak Sprak (1995)
- Abschaum (1997, роман, экранизирован в 2000 под названием Kanak Attak)
- Koppstoff (1999)
- Liebesmale, scharlachrot (2000, роман)
- Kopf und Kragen (2001)
- German Amok (2002, роман)
- Leinwand (2003, роман)
- Drei Versuche über die Liebe (2003, пьеса)
- Zwölf Gramm Glück (2004, новеллы)
- Leyla (2006, роман)
- Schwarze Jungfrauen (2006, пьеса, в соавторстве с Гюнтером Зенкелем)
- Rom Intensiv (2007, новеллы)
- Liebesbrand (2008, роман; Международная литературная премия Коринна)
- Hinterland (2009, роман)
- Ruß (2011, роман)

## Признание
Премии Фридриха Хеббеля (2002), Ингеборг Бахман (2003, специальная премия жюри), имени Шамиссо и Хуго Балля (2005), Художественная премия земли Шлезвиг-Гольштейн (2006), премия Гриммельсхаузена (2007, за роман «Лейла»), премия Якоба Вассермана за совокупность созданного (2010) и др. Произведения Заимоглу переведены на несколько языков, перевод на английский его книги воображаемых монологов 26 турецких женщин, живущих в Германии, Koppstoff был удостоен премии Сьюзен Зонтаг (2008, см.:).